# Palędzie Dolne
Palędzie Dolne – wieś w Polsce położona w województwie kujawsko-pomorskim, w powiecie mogileńskim, w gminie Mogilno.

## Podział administracyjny
W latach 1975–1998 miejscowość administracyjnie należała do województwa bydgoskiego.

## Demografia
Według Narodowego Spisu Powszechnego (III 2011 r.) liczyła 118 mieszkańców. Jest 32. co do wielkości miejscowością gminy Mogilno.

## Położenie
W pobliżu miejscowości znajduje się Jezioro Palędzkie.